# Eric Kriegler
Eric Kriegler é um personagem do filme 007 Somente Para Seus Olhos, 12° da série cinematográfica do espião britânico James Bond, criado por Ian Fleming.

## Características
Campeão de biathlon alemão-oriental, Krieger é também um espião da KGB e trabalha para Aristotle Kristatos, o vilão da trama. Alto, loiro e muito forte, é um campeão de tiro e exímio esquiador e com este perfil é o maior contraponto físico a 007 durante a aventura.

## No filme
Passando-se por um inocente competidor campeão de esportes de inverno, ele compete num torneio em Cortina d'Ampezzo e tem a admiração de Bibi Dahl e Bond que assistem à competição, quando acerta todos os tiros em sequência da prova. Quando Bibi se retira, entretanto, Krieger e um grupo de homens persegue Bond com motocicletas de neve e esquis pela montanha, com 007 conseguindo escapar ao final, depois que o fuzil de Kriegler quebra numa queda. Mais tarde, ele é o homem que arranja para que a KGB compre o ATAC, o novo transmissor em baixa frequência para comunicação entre submarinos da frota britânica, roubado por Kristatos, e vai com o vilão até seu esconderijo nas montanhas para fazerem a entrega ao general Gogol, o chefe da KGB, que chegará de helicóptero. Antes da venda porém, Bond, Melina Havelock e o grupo de homens de Columbo escala a montanha, invade a fortaleza de Kristatos no topo dela e na luta de Kriegler com Bond, depois de impedido de matá-lo com uma pistola por Bibi Dahl, ele levanta uma grande jardineira de pedra para esmagar 007 mas o espião o empurra com um longo suporte de ferro para velas, fazendo com que o capanga perca o equilíbrio pelo peso da jardineira, caia pela janela e despenque para o abismo abaixo na montanha.